# فولوديمير رومانينكو
فولوديمير رومانينكو (بالأوكرانية: Володимир Олександрович Романенко)‏ هو لاعب كرة قدم أوكراني في مركز الوسط، ولد في 8 يونيو 1985 في سومي في أوكرانيا. لعب مع ميتالورغ دونيتسك ونادي بانانتس ونادي دنيبرو دنيبروبتروفسك.

## وصلات خارجية
- فولوديمير رومانينكو على موقع اتحاد أوكرانيا (الإنجليزية)
- فولوديمير رومانينكو على موقع قاعدة بيانات كرة القدم.إي يو (الإنجليزية)
- فولوديمير رومانينكو على موقع Soccerway.com (الإنجليزية)